# Lancer du javelot féminin aux championnats du monde d'athlétisme 2005
Navigation
Paris 2003 Osaka 2007
L'épreuve du lancer du javelot féminin des championnats du monde d'athlétisme 2005 s'est déroulée les 12 et 14 août 2005 dans le Stade olympique d'Helsinki, en Finlande. Elle est remportée par la Cubaine Osleidys Menéndez qui établit un nouveau record du monde avec un lancer à 71,70 m.

## Résultats

### Finale
| Rang               | Athlète              | Pays        | Essais | Essais | Essais | Essais | Essais | Essais | Marque  | Notes |
| Rang               | Athlète              | Pays        | 1      | 2      | 3      | 4      | 5      | 6      | Marque  | Notes |
| ------------------ | -------------------- | ----------- | ------ | ------ | ------ | ------ | ------ | ------ | ------- | ----- |
| Médaille d'or      | Osleidys Menéndez    | Cuba        | 71.70  | X      | —      | 65.53  | 63.80  | —      | 71.70 m | WR    |
| Médaille d'argent  | Christina Obergföll  | Allemagne   | 61.55  | 70.03  | —      | —      | —      | 59.67  | 70.03 m | AR    |
| Médaille de bronze | Steffi Nerius        | Allemagne   | 65.96  | X      | X      | 64.26  | 64.35  | X      | 65.96 m |       |
| 4                  | Christina Scherwin   | Danemark    | 59.36  | 62.32  | 60.04  | 63.43  | X      | X      | 63.43 m | NR    |
| 5                  | Zahra Bani           | Italie      | 55.28  | 60.71  | 54.06  | X      | 56.16  | 62.75  | 62.75 m | PB    |
| 6                  | Paula Tarvainen      | Finlande    | 62.64  | X      | X      | X      | 56.89  | X      | 62.64 m | SB    |
| 7                  | Sonia Bisset         | Cuba        | X      | 59.55  | 59.71  | 58.62  | 61.75  | 60.57  | 61.75 m |       |
| 8                  | Aggeliki Tsiolakoudi | Grèce       | 57.30  | 57.99  | 56.78  | X      | X      | 56.63  | 57.99 m |       |
| 9                  | Mikaela Ingberg      | Finlande    | 56.77  | 55.70  | 57.54  |        |        |        | 57.54 m |       |
| 10                 | Laverne Eve          | Bahamas     | X      | 51.96  | 57.10  |        |        |        | 57.10 m |       |
| 11                 | Rumyana Karapetrova  | Bulgarie    | 57.06  | 53.54  | 55.73  |        |        |        | 57.06 m |       |
| 12                 | Goldie Sayers        | Royaume-Uni | 54.44  | 54.16  | 52.94  |        |        |        | 54.44 m |       |

## Légende
Records et Performances
- AR : Record continental (area record)
- CR : Record des championnats (championship record)
- MR : Record du meeting (meet record)
- NR : Record national (national record)
- OR : Record olympique (olympic record)
- PR : Record paralympique (paralympic record)
- PB : Record personnel (personal best)
- SB : Meilleure performance personnelle de la saison (season's best)
- WL : Meilleure performance mondiale de l'année (world leader)
- WJR : Record du monde junior (world junior record)
- WR : Record du monde (world record)

Circonstances et Conditions
- DNF : N'a pas terminé (did not finish)
- DNS : N'a pas pris le départ (did not start)
- DQ : Disqualification (disqualification)
- NM : Aucun essai valable enregistré (No Mark)
- Q : Qualifié « directement » au prochain tour (ou à la prochaine compétition), lors d'une compétition majeure, grâce au classement ou à la réalisation des minima (automatic qualifier)
- q : Qualifié au prochain tour (ou à la prochaine compétition), lors d'une compétition majeure, grâce au repêchage ou à la réalisation de l'une des meilleures performances parmi celles des « non qualifiés directement » (grâce au meilleur temps ou à la meilleure distance par exemple) (secondary qualifier)